# Morven
Morven (en gaélico escocés: A' Mhòr Bheinn) es una montaña en Caithness, en la región de las Tierras Altas de Escocia. La colina está clasificada como un Graham y, con 706 metros, su cima es el punto más alto del condado de Caithness.
Caithness es en general bastante plana y baja. La altura relativa de Morven hace de ella un rasgo prominente del paisaje y puede verse desde diferentes lugares en el país.
Hay también otra montaña llamada Morven en Aberdeenshire.